# Прапор Катеринопільського району
Пра́пор Катеринопі́льського райо́ну — офіційний символ Катеринопільського району Черкаської області, затверджений 21 березня 2008 року рішенням сесії Катеринопільської районної ради.

## Опис
Прапор являє собою прямокутне полотнище малинового кольору зі співвідношенням сторін 2:3, в центрі якого розміщено герб району.